# Eenhoorn (Harry Potter)
De eenhoorn (Engels: unicorn) is een mythisch wezen uit de Harry Potter-boeken van de Britse schrijfster J.K. Rowling; het is een variant op de van oudsher overgeleverde eenhoorn.
Eenhoorns zijn zeldzame wezens die rein en weerloos in het Verboden Bos leven. Het zijn paardachtige dieren met een hoorn op hun hoofd, en waarschijnlijk verwant met de tweehoorns. De haren van een Eenhoorn worden gebruikt door Olivander als kernen voor zijn toverstokken. De hoorn en staartharen van de eenhoorn worden gebruikt voor toverdranken, maar het bloed wordt niet gebruikt omdat het monsterlijk is om een eenhoorn te doden en dan zijn bloed te drinken. Met het bloed blijf je leven, ook als je op sterven na dood bent, maar dan leef je maar half en vervloekt. De eenhoorn mijdt contact met mensen, laat zich eerder benaderen door een heks dan door een tovenaar en is zo snelvoetig dat hij bijzonder moeilijk te vangen is. Net als de fee staat ook de eenhoorn in een goed blaadje bij Dreuzels. De vacht van een pasgeboren eenhoorn is goudkleurig. Een eenhoorn wordt langzaam (na 3-4 jaar) zilverachtig wit, de kleur die ze hebben als ze volwassen zijn.

## Harry Potter en de Steen der Wijzen
In het eerste boek moeten Harry Potter, Marcel Lubbermans (in de film Ron Wemel), Draco Malfidus en Hermelien Griffel, samen met Rubeus Hagrid het Verboden Bos in om een eenhoorn op te sporen. Harry en Draco gaan op zoek naar de lijdende eenhoorn en ontdekken de dode eenhoorn en een zwarte mantel met Professor Krinkel eronder. Die drinkt het bloed van de eenhoorn omdat Heer Voldemort zijn met Krinkel gedeelde lichaam terug krijgt als hij het eenhoornbloed en het levenselixer van de Steen der wijzen drinkt. Krinkel wordt weggejaagd door de centaur Firenze.
Hagrid gebruikt eenhoornharen ook om het verband voor gewonde dieren mee vast te maken, omdat het heel stevig is. Professor Slakhoorn krijgt een hele bos eenhoornharen van Hagrid en is daar zeer blij mee vanwege de waarde.